# Резня в Липниках
Резня в Липниках  (пол. Zbrodnia w Lipnikach) — массовое уничтожение польского гражданского населения в начальном периоде «Волынской резни», совершённое 26—27 марта 1943 года в селе Липники генерального округа «Волынь-Подолье» Рейхскомиссариата Украина отрядами 1-й Группы УПА под командованием Ивана Литвинчука («Дубового»). Жертвами преступления стали 182 человека, в том числе 4 еврея и 1 русский. После войны населённый пункт не восстанавливался.

## Предыстория
Липники — бывшее польское село, которое появилось в конце первой половины XIX века на землях, принадлежавших Николаю Рыбчинскому. Первые поселенцы, вероятно, пришли из района Сарн и Житомира. В межвоенный период село находилось в составе Польши, в гмине Березно Костопольского повята Волынского воеводства. В сентябре 1939 года Липники, как и все Волынское воеводство, вошли в состав Украинской Советской Социалистической Республики, а во время нацистской оккупации село вошло в состав рейхскомиссариата Украина. Поскольку Волынь была зоной деятельности ОУН, целью которой было изгнание поляков из региона, трагическая судьба поселения была неизбежна.
С началом Волынской резни село стало убежищем для поляков из окрестных сёл, спасающихся от атак Украинской повстанческой армии (УПА). Всего по состоянию на март 1943 года в Липниках находилось почти 700 людей — кроме постоянных жителей — беженцы, а также 10 евреев, которых прятали поляки. Здесь был организован отряд самообороны из 21 человека, которые поначалу были вооружены палицами и вилами, но потом им удалось раздобыть около дюжины винтовок и один ручной пулемёт.
В ночь с 18 на 19 марта польские патрульные обнаружили на улице Липников трёх неизвестных вооружённых людей. Как выяснилось, это была разведгруппа УПА. Завязалась перестрелка, два партизана сбежали, а третьего удалось задержать. Он оказался к тому же и дезертиром из рядов украинской вспомогательной полиции. Поляки передали его немецким жандармам в Березном, которые дезертира повесили. После этого в соседних украинских сёлах появились агитаторы УПА, призывавшие «отомстить ляхам», и раздающие украинцам огнестрельное оружие и боеприпасы к нему.

## Ход бойни
В ночь с 26 на 27 марта 1943 года Липники окружил отряд УПА под командованием Ивана Литвинчука («Дубового»), а за партизанами шла толпа украинских крестьян из соседних деревень с вилами и топорами. Липники сначала обстреляли зажигательными пулями из пулемёта, установленного на ветряной мельнице рядом с селом, а затем пошли на штурм. Партизаны начали систематически поджигать дома и хозяйственные постройки.
Поскольку люди ожидали нападения, то спали одетыми и заранее собрали необходимые вещи. Поэтому, как только началась стрельба, они бросились наутёк, и под прикрытием самообороны из Липников удалось бежать почти пятистам человек, которые укрылись в Зорном и Березном. Среди уцелевших был полуторагодовалый Мирослав Гермашевский, будущий польский космонавт. Спаслись также его мать и все братья и сёстры, а вот отец погиб.
Около сотни поляков спрятались в дренажной канаве, где были окружены и убиты при помощи холодного оружия и сельскохозяйственных орудий. Несколько десятков поляков были застрелены в своих домах и дворах, а всего в Липниках погибли 182 человека, в том числе 4 еврея.
После ухода УПА оставшиеся в живых поляки вернулись в сожжённые Липники, собрали тела погибших и похоронили их в братской могиле рядом со зданием Народного дома. Раненые были доставлены в больницу в Березном, некоторые там скончались. Кстати, позже значительная часть беженцев из Липник была вывезена на принудительные работы в Рейх. После войны останки из братской могилы в Липниках были перенесены на православное кладбище в селе Белка, а часть погибших — захоронена в Березном.